# Loewe AG

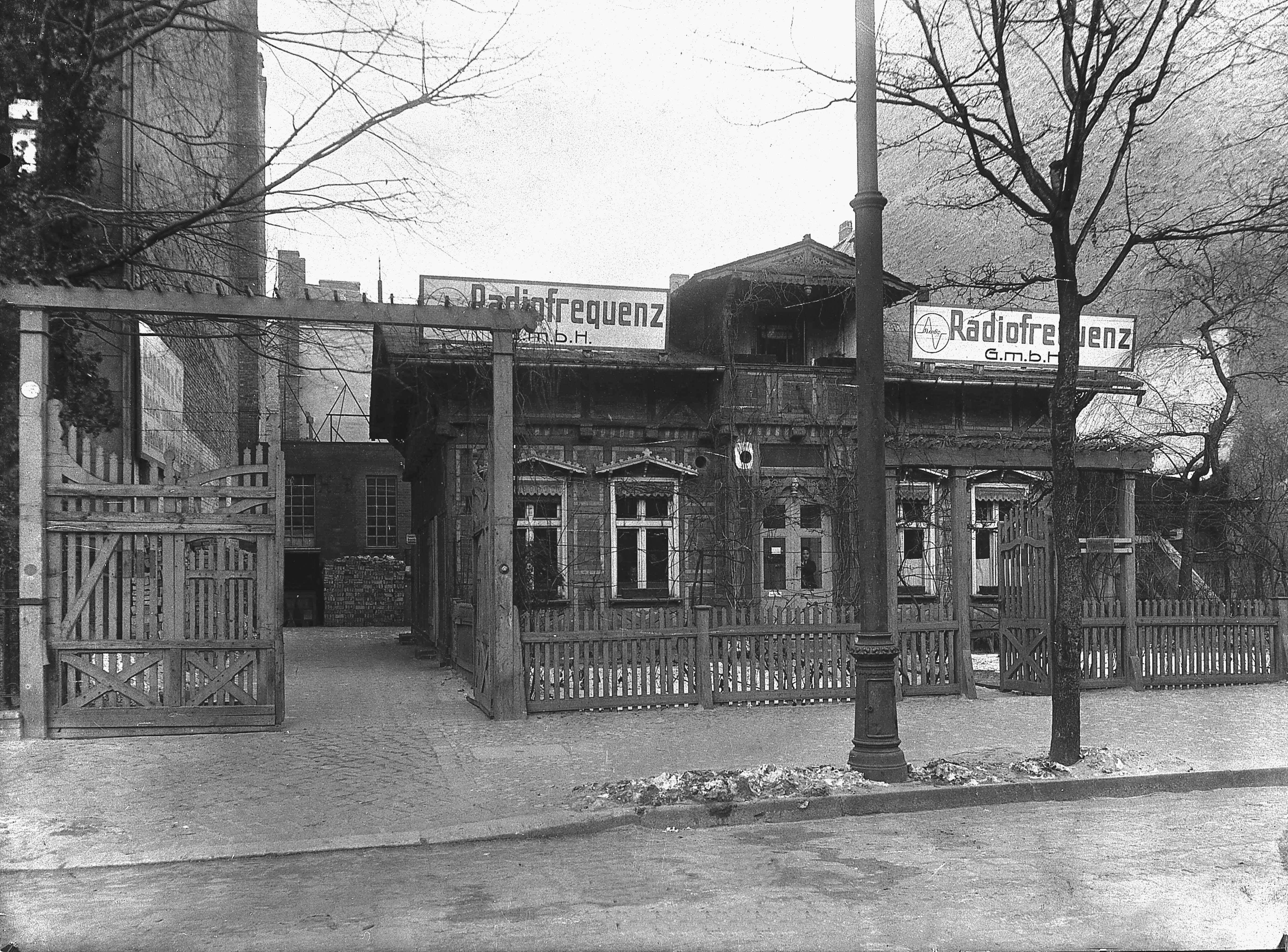
Radiofrequenz GmbH (1923)

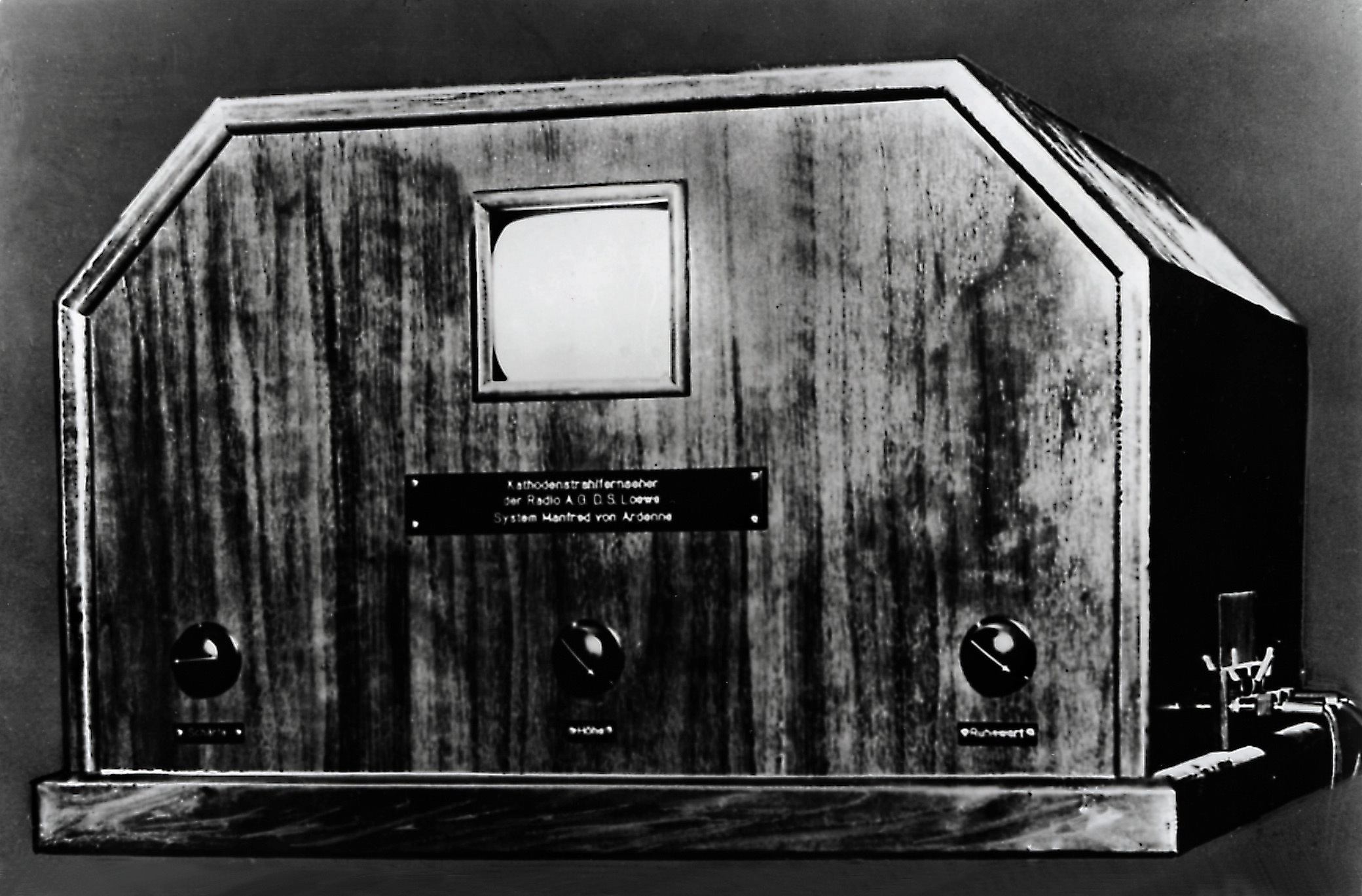
Eerste Loewe-tv (1931)

Loewe Technology GmbH is de moedervennootschap van het Duitse Loewe-concern. Het Loewe-concern ontwikkelt, produceert en verkoopt elektronische, elektrotechnische en mechanische producten en installaties, vooral op het gebied van entertainment- en communicatietechniek (Home Entertainment Systems). De onderneming werd in het jaar 1923 in Berlijn opgericht door de broers Siegmund en David L. Loewe. De onderneming is gevestigd in Kronach in Opper-Franken, waar zich tevens de enige productielocatie van Loewe bevindt.
Er zijn Flagship Stores in diverse steden zoals Madrid, Londen, Parijs, Amsterdam, Rome, Kopenhagen, Knokke, Brussel, Wenen, Moskou en Hongkong.

## Ondernemingsgeschiedenis
In 1923 richtten Dr. Siegmund Loewe en zijn broer David Ludwig het bedrijf Radiofrequenz GmbH op. Hun samenwerking met de jonge fysicus Manfred von Ardenne in het jaar 1926 leidde tot de uitvinding van de drievoudige buis, die voor het eerst werd gebruikt in de Loewe-radio-ontvanger OE333. Deze buis was het begin van de productie van meervoudige buizen bij Loewe en wordt vandaag de dag aangemerkt als eerste geïntegreerde schakeling ter wereld.
In 1929 begon de ontwikkeling van televisie bij Loewe. Als partner nam de Britse televisiepionier John Logie Baird deel aan dit project. In 1931 presenteerde Manfred von Ardenne wereldwijd de eerste elektronische uitzending van televisie aan het publiek op de Loewe-stand van de Funkausstellung in Berlijn. Toen Adolf Hitler aan de macht kwam, zag Siegmund Loewe zich net als Albert Einstein in 1938 ten slotte gedwongen om te emigreren naar de Verenigde Staten, waar tussen de twee een vriendschap ontstond.
In 1949 werd het bedrijf weer overgedragen aan Siegmund Loewe, en hij werd voorzitter van de raad van commissarissen. In de jaren 50 begon Loewe met de productie van de eerste cassettebandrecorder Optaphon en van televisies in Kronach. In 1961 ging de eerste Europese videorecorder Optacord 500 in serie.
In 1962 eindigde met de dood van Siegmund Loewe de traditie als familieonderneming. Dochterondernemingen van het Philips-concern namen daarop de meerderheid van de aandelen over. Gedurende deze periode, die duurt tot 1985, specialiseert de onderneming zich steeds meer in het concipiëren en produceren van televisies.
In 1963 werd de eerste draagbare televisie, de Loewe Optaport met 25cm beelddiagonaal en ingebouwde FM-radiomodule gepresenteerd. En tegelijkertijd met de introductie van kleurentelevisie in Duitsland bracht Loewe ook zijn eerste kleurentelevisietoestellen op de markt. In 1979 revolutioneerde Loewe de televisieproductie met een volledig geïntegreerd chassis (alles op één moederbord). In 1981 volgde de eerste Europese stereotelevisie.
In 1985 werd Loewe weer een onafhankelijk bedrijf, toen de directie de aandelen overnam die in bezit waren van Philips. In hetzelfde jaar creëerde Loewe met de Art 1 een nieuwe op design gerichte generatie van televisies. De CS 1 was in 1995 als eerste volledig recyclebare televisie een primeur van Loewe. Tegelijkertijd werd een nieuwe koers ingeslagen naar een consequente ontwikkeling tot multimediaspecialist.
In 1998 vormden de Xelos @ media, de eerste televisie met toegang tot internet, en de eerste Loewe-flatscreentelevisie Spheros twee verdere mijlpalen in de geschiedenis van de onderneming. Het jaar daarop startte de notering op de beurs van Loewe AG.
Met de Individual, de eerste flatscreentelevisie met individuele behuizingsvarianten, opstellingsmogelijkheden en inlegwerkkleuren, zet Loewe een beslissende stap naar een positie als premium aanbieder van flatscreentelevisies.
In 2008 volgt de eerste Smart-TV ter wereld, de Loewe Connect, met volledig geïntegreerde netwerkverbinding voor draadloze toegang tot beeld-, muziek-, en videobestanden vanaf PC of externe harde schijf.
Met de Individual voert Loewe in 2010 de Ledtelevisie in. In het jaar daarop introduceerde Loewe 3D-beeldweergave bij zijn Individual televisies.
In juli 2013 kondigde Loewe een alliantie aan met de Chinese tv-fabrikant Hisense. Ook zou het bedrijf in die maand uitstel van betaling hebben aangevraagd.
Op 26 juni 2019 heeft Loewe het faillissement aangevraagd om verdere schulden te voorkomen.
Op 13 december 2019 werd de bekroonde producent van smart-entertainmentoplossingen overgenomen door Skytec.

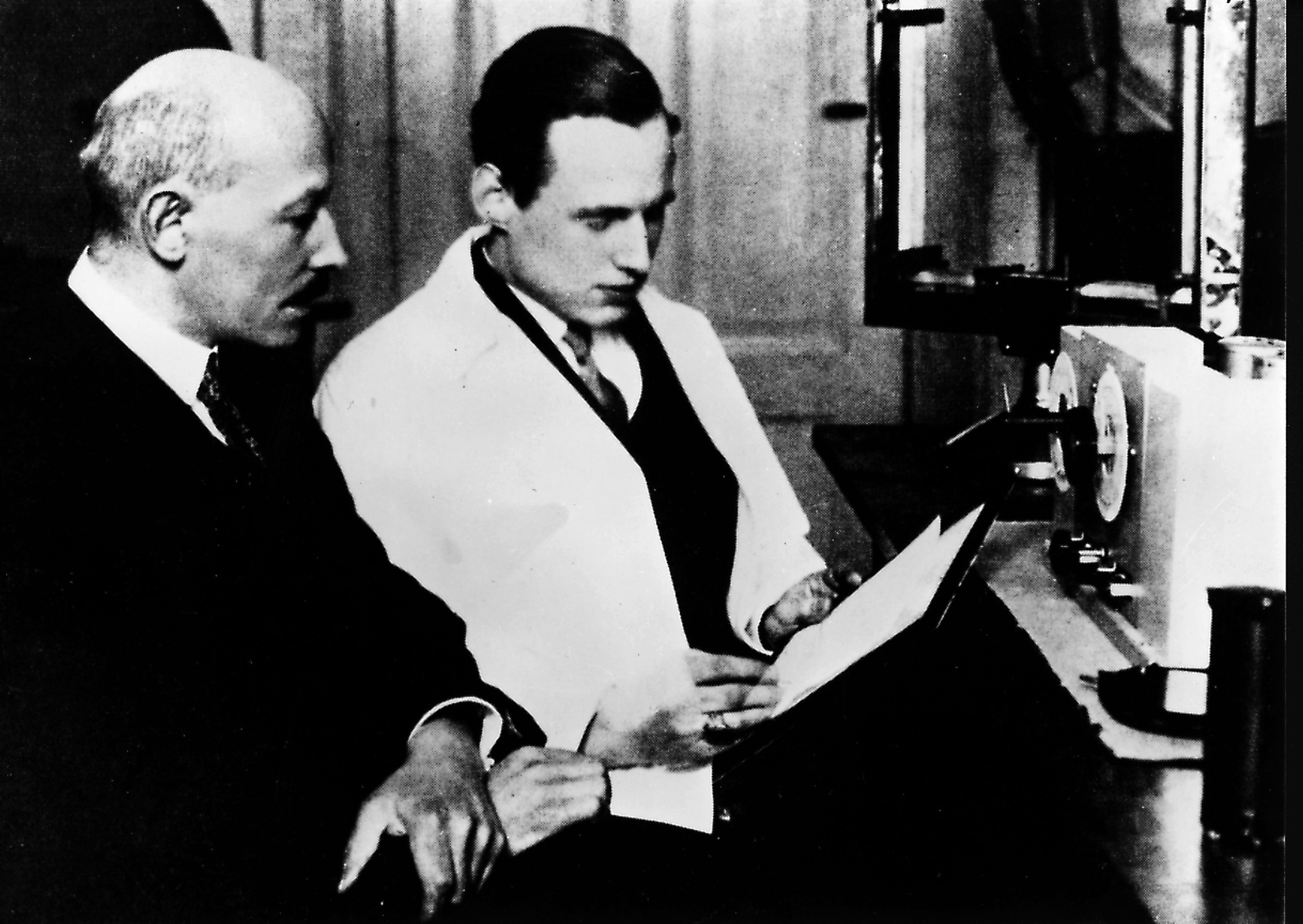
Siegmund Loewe & Manfred von Ardenne
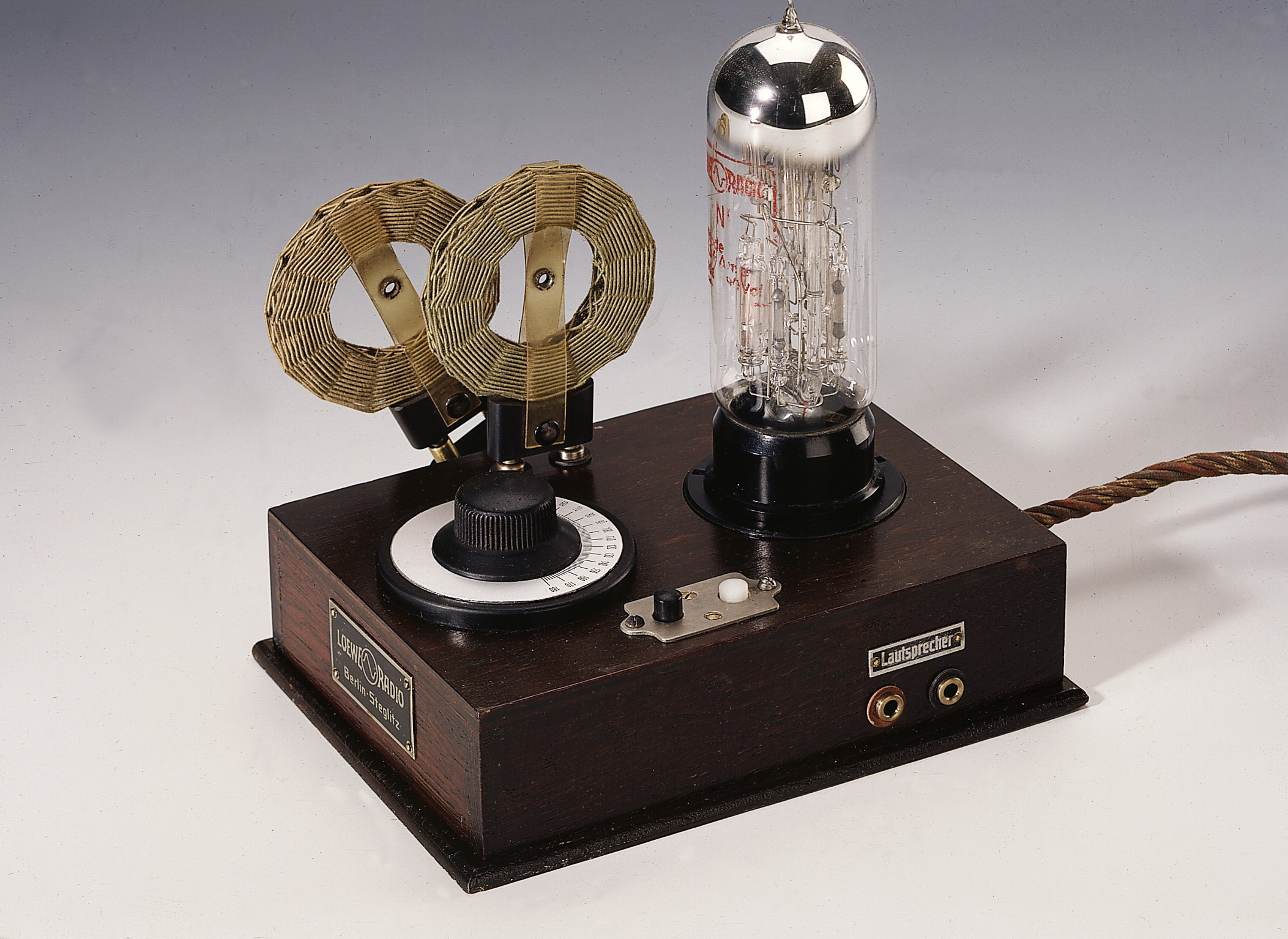
Loewe-radio-ontvanger, 1926
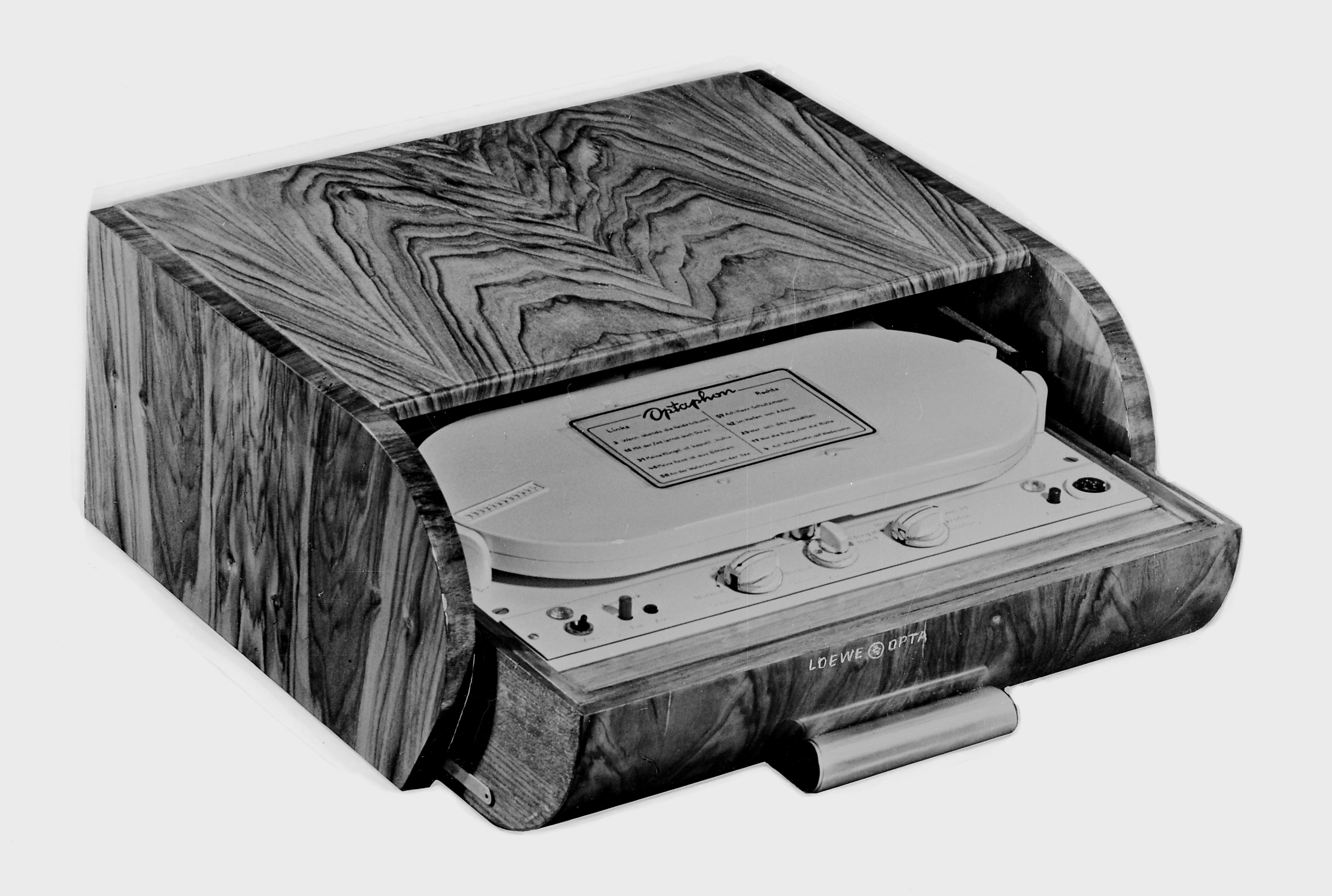
Loewe Optaphon, 1950
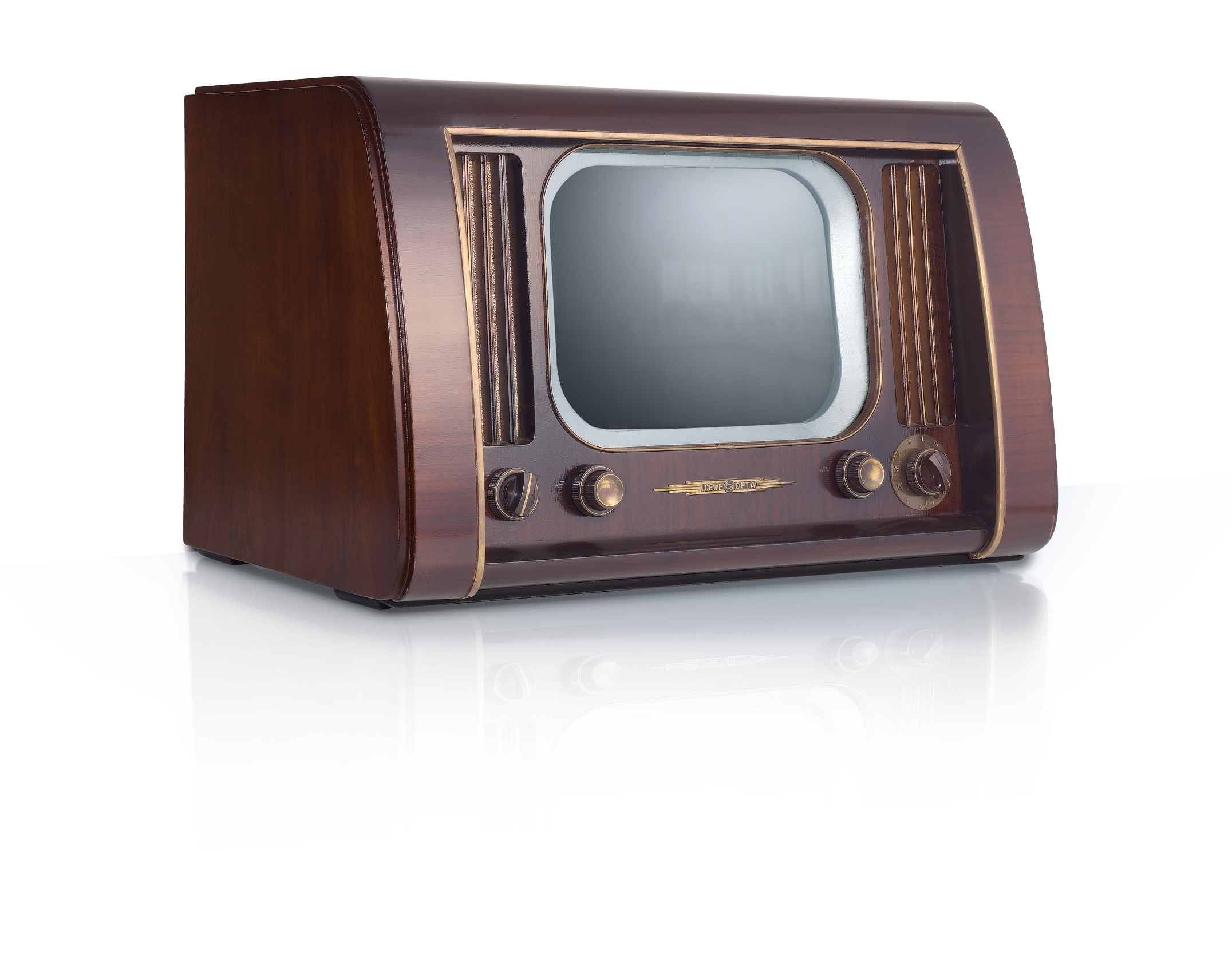
Loewe Iris, 1951
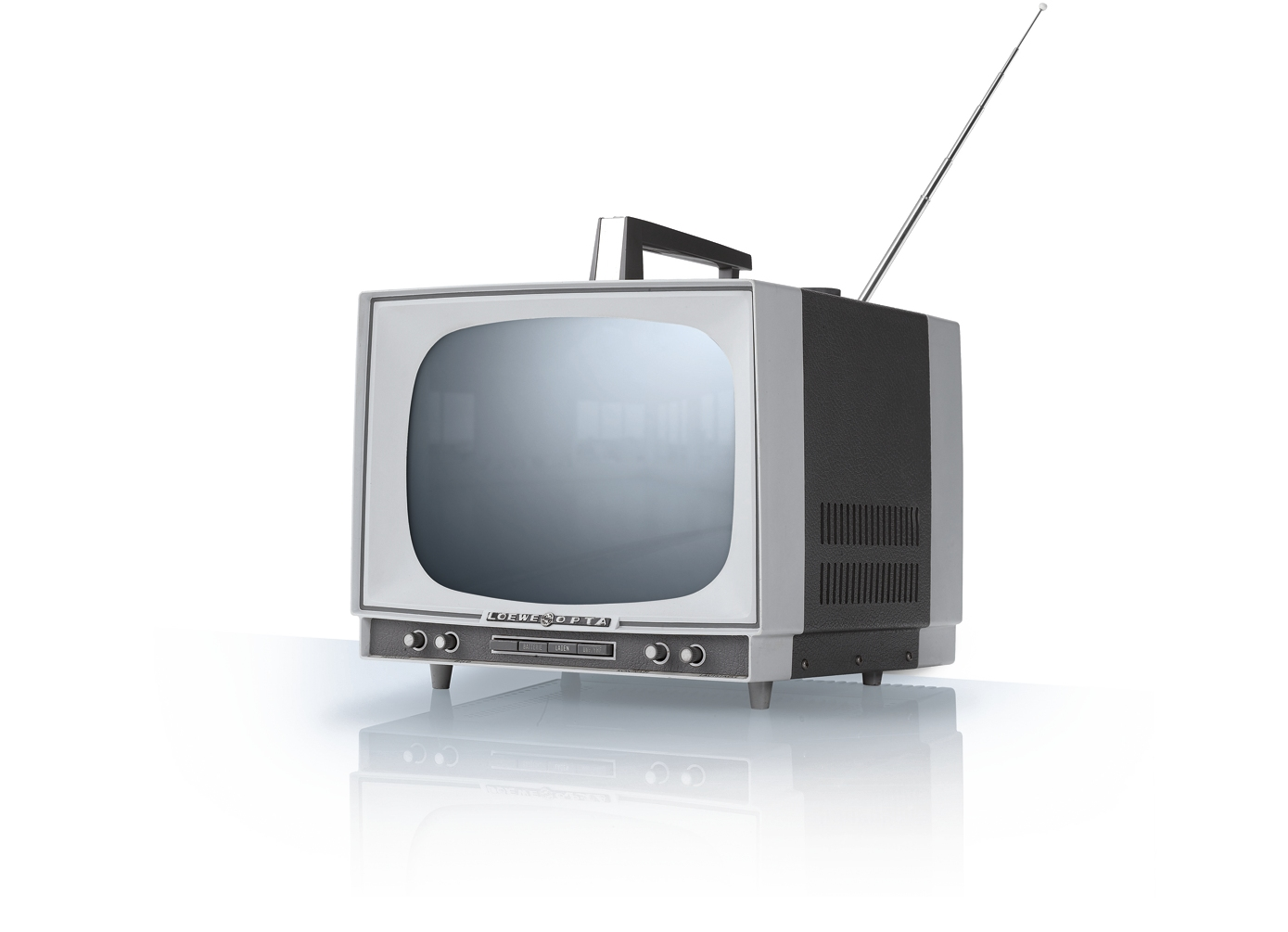
Loewe Optaport, 1963
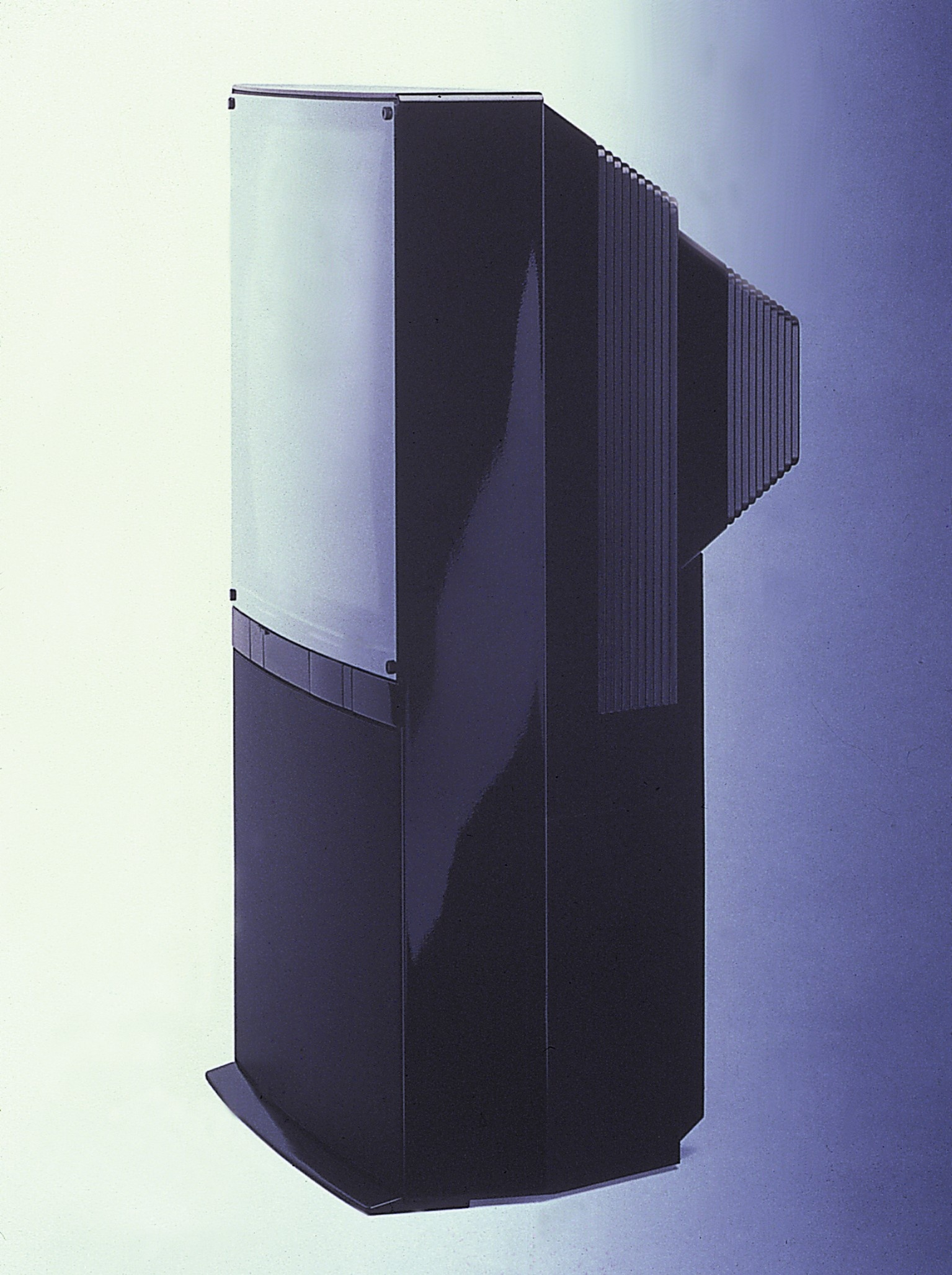
Loewe Art 1, 1985
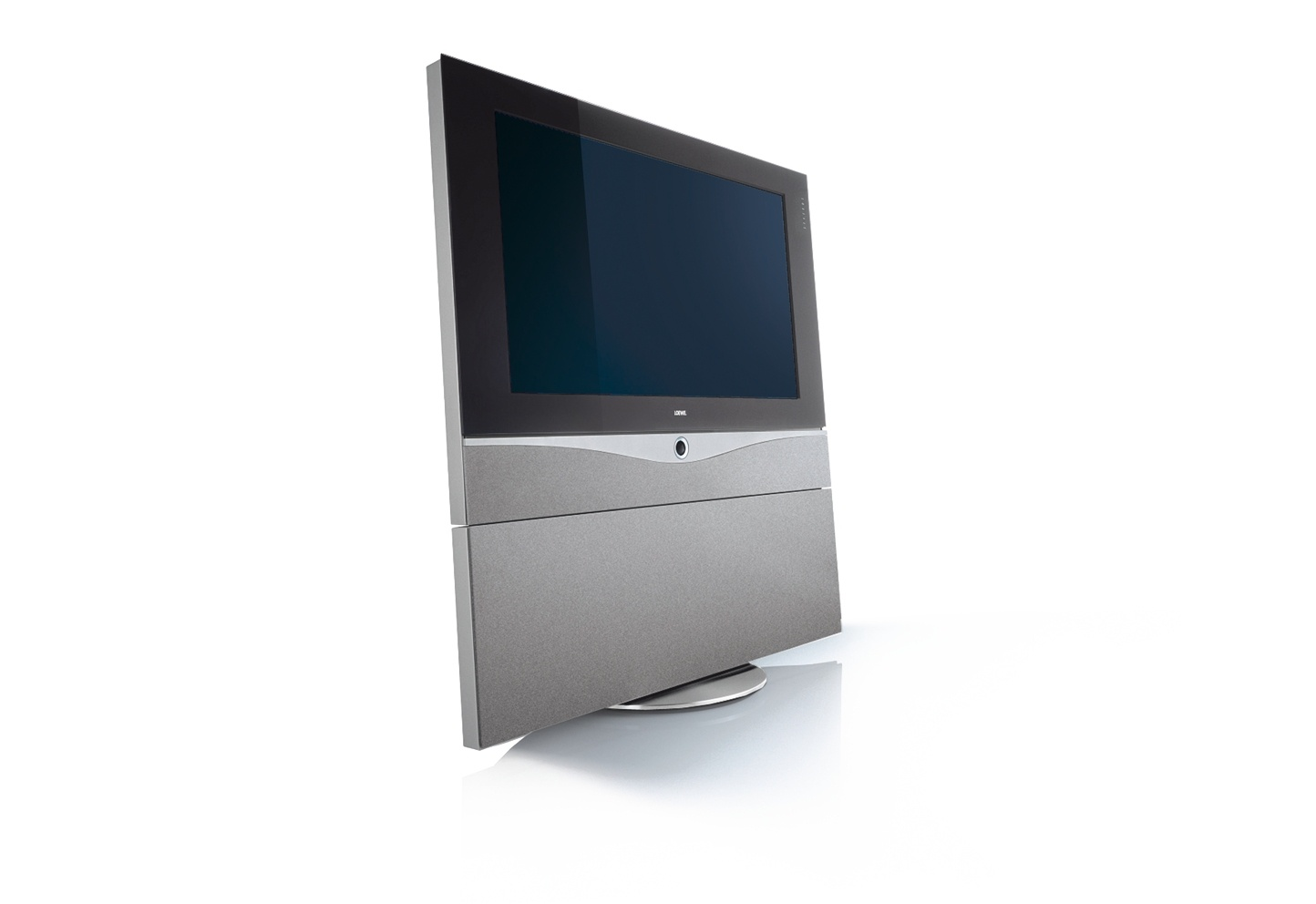
Loewe Spheros, 1998